# 上崎貴実代
上崎 貴実代（うえさき きみよ）は、日本の女性で理化学分野のサイエンスコミュニケーターである。講談社のRikejoで知られる。

## 経歴
神戸市生まれ。1998年に大阪大学理学部卒業し、その後2000年に大阪大学大学院理学研究科と、2011年に早稲田大学大学院政治学研究科を修了する。
リケジョの育成は「宇宙飛行士の山崎直子さんのようにロールモデルがいるとイメージしやすい」と語り、自身をロールモデルとしながら、講談社Rikejoが配信するメールマガジンで講談社のWEBディレクターとして、全国の理系女子中高生を激励した。
講談社が開催したリケジョのキャリアに関するワークショップで講師を務め、成立学園で中高生のキャリア形成を講演、鈴鹿工業高等専門学校ので開かれた、科学技術振興機構（JST)　「女子中高生の理系進路選択支援プログラム」 である「理系分野で活躍する女性の講演会」で母親として講演、など活動するサイエンスコミュニケーターである。

## ディレクション作品
- ロザンのリケジョ学園進路指導室